# Benedetto Fioravante
Benedetto Fioravanti (Roma, 20 aprile 1682 – 1737) è stato un presbitero e numismatico italiano.
Benedetto Fioravanti nacque a Roma dal marchese Odoardo Fioravanti e dalla contessa Antonia Sala.
Fu protonotario apostolico.
Versato in numismatica scrisse due libri sull'argomento.
Scrisse inoltre orazioni panegiriche pubblicate in quattro volumi.

## Pubblicazioni
- Antiquiores pontificum romanorum denarii olim in lucem editi notisque illustrati..., Typographia Bernabò, Roma, 1734
- Antiqui Romanorum pontificum denarii a Benedicto XI ad Paulum III, Typographia Bernabò, Roma, 1738
- De s. Joanne Evangelista oratio habita in sacello Pontificio... coram Clemente XI, Roma, 1705